# Siegfried Werner
Siegfried Werner (* 16. Dezember 1939; † 12. Januar 2004) war ein deutscher Fußballspieler. Für den FC Bayern Hof hat der Mittelfeldspieler von 1959 bis 1963 in der damals erstklassigen Fußball-Oberliga Süd 87 Ligaspiele mit sieben Toren und von 1963 bis 1965 in der zweitklassigen Fußball-Regionalliga Süd 58 weitere Ligaspiele mit elf Toren absolviert. In seiner nachfolgenden Station beim FC Schalke 04 kamen in der Fußball-Bundesliga in der Saison 1965/66 noch neun Spiele mit einem Tor hinzu.

## Sportliche Laufbahn
Unter Trainer Alfred „Fred“ Hoffmann gehörte der 19-jährige Nachwuchsfußballer Siegfried Werner dem Spielerkader des oberfränkischen Clubs vom Stadion Grüne Au, des FC Bayern Hof an, welcher in der Saison 1958/59 den zweiten Platz in der II. Division Süd belegt hatte und damit in die Erstklassigkeit der Oberliga Süd aufstieg. Sein Debüt in der Oberliga gab der vielseitig im damals gespielten WM-System einsetzbare Mittelfeld- und Angriffsspieler am 6. Dezember 1959 bei einer 0:2-Auswärtsniederlage beim VfR Mannheim auf der linken Außenläuferposition. Am Rundenende belegte der Aufsteiger den 13. Rang und Werner hatte dazu in 17 Ligaeinsätzen an der Seite von Leistungsträgern wie Otto Beyerlein, Alfred Horn, Heinz Hörath und Adolf Lindner, seinen Beitrag geleistet. Als Hof in der Runde 1961/62 überraschend unter Trainer Gunther Baumann den sechsten Rang erreichte, hatte Werner in 27 Spielen vier Tore erzielt und der Techniker Siegfried Stark mit 15 Toren die vereinsinterne Torjägerliste angeführt. Herausragend waren in dieser starken Runde der Schwarz-Gelben die Erfolge gegen den VfB Stuttgart (3:1), FC Bayern München (auswärts mit 5:0), 1860 München (2:1), 1. FC Nürnberg (3:1; Heimerfolg am 1. April 1962 vor 17.000 Zuschauern) und im Nachholspiel am 21. April 1962 ein 5:1-Heimsieg gegen Kickers Offenbach, wozu Werner zwei Tore beisteuerte. In dieser Hofer Erfolgsrunde bildete er zusammen mit den Mannschaftskameraden Horst Kästner (Torhüter), Heinz Murrmann, Walter Feilhuber, Walter Greim, Klaus Fischer, Paul Richter und Siegfried Stark das Gerüst der Oberfranken. Im letzten Jahr der alten Oberliga-Erstklassigkeit, 1962/63, kam Werner verletzungsbedingt lediglich zu 14 Einsätzen (1 Tor) und Hof beendete die Oberligaära auf dem 13. Rang. Werner hatte von 1959 bis 1963 in der Oberliga Süd 87 Spiele absolviert und sechs Tore erzielt.
1963/64 startete die neue Ligeneinteilung des DFB mit Bundesliga und den darunter befindlichen regionalen Regionalligen. Hof trat in der Regionalliga Süd an und hatte im ersten Jahr Probleme sich an die neue Klasse zu gewöhnen; auch die Verluste von Alfred Horn (bereits 1961/62 zu Eintracht Frankfurt) und Siegfried Stark (1963/64 zum Karlsruher SC) machten sich jetzt sportlich leistungsmindernd bemerkbar. Lediglich der 1:0-Erfolg am 3. Mai 1964 im Heimspiel gegen den FC Bayern München (Sepp Maier, Werner Olk, Rainer Ohlhauser, Herbert Erhardt, Dieter Brenninger, Dieter Koulmann, Peter Kupferschmidt) ragte deutlich heraus. Im zweiten Regionalligajahr, 1964/65, konnte Hof mit Werner und Kollegen immerhin die Runde mit einem ausgeglichenen Punktekonto von 36:36 Zählern auf dem neunten Rang beenden. Werner hatte in 28 Ligaeinsätzen neun Tore erzielt und damit das Interesse des Bundesligisten FC Schalke 04 geweckt. Schalke hatte nach der ersten Halbserie 1963/64 noch mit 20:10 Punkten den zweiten Platz hinter dem späteren Meister 1. FC Köln belegt und war am Rundenende mit 29:31 Zählern enttäuscht ins Ziel gekommen und hatte deshalb auch am 25. April 1964 Trainer Georg Gawliczek durch Fritz Langner ersetzt. Das zweite Bundesligajahr 1964/65 wurde aber noch weit schlechter beim FC Schalke 04: Mit 22:38 Punkten belegte die Langner-Elf den 16. und letzten Rang.
Langner durfte 1965/66 seine Arbeit in Schalke trotzdem fortsetzen und baute auf unverbrauchte Kräfte oder Routiniers, die er aus vorheriger Trainerarbeit in Herne (Alfred Pyka) kannte. Zu den Neuen bei der „Knappen“-Elf zählte auch Werner von Bayern Hof, wie auch Klaus Fichtel, Heinz-Dieter Lömm, Heinz Pliska, Josef Elting, Klaus Senger und der Siegener Amateurnationalspieler Gerhard Neuser. Werner debütierte am Rundenstart, den 14. August 1965, bei einer 0:1-Auswärtsniederlage beim VfB Stuttgart in der Bundesliga. Er bildete auf Rechtsaußen mit Neuser, Günther Herrmann, Karl-Heinz Bechmann und Werner Weikamp den Angriff der Schalker. In den ersten fünf Startspielen gehörte er immer der Nullvierer-Startformation an. Am dritten Spieltag, dem 27. August, erzielte er bei einer 1:5-Auswärtsniederlage beim Meidericher SV, den Ehrentreffer des Teams aus Gelsenkirchen. Danach wurde er in der Hinserie aber nur noch zweimal eingesetzt und Schalke beendete die Vorrunde mit 13:21 Punkten auf dem 14. Rang. Die erste Bewährung in der Rückrunde erhielt der Mann aus Oberfranken am 26. Februar 1966 im Westfalenderby gegen Borussia Dortmund. Das Revierderby ging aber hoch mit 0:7 Toren verloren; der BVB-Angriff mit Reinhard Libuda, Sigfried Held und Lothar Emmerich zeigte dem Schalker Angriff wie es geht und die Schalker Abwehr mit Elting, Hans-Jürgen Becher, Friedel Rausch, Pyka, Fichtel und Pliska war überfordert. Den letzten Bundesligaeinsatz erlebte Werner einen Monat später. Schalke trat am 26. März 1966 beim FC Bayern München an und Werner Grau, Neuser, Siegfried Werner, Manfred Kreuz und Senger liefen beim 16. der Tabelle im Angriff auf. Namensvetter Peter Werner erzielte in der 33. Minute den Siegtreffer für die Münchner. Nach neun Bundesligaeinsätzen (1 Tor) war die Runde für den Mann aus Hof beendet, Schalke belegte am Rundenende (28. Mai 1966) den 14. Rang.
Aus der vorliegenden Literatur ist der eventuelle weitere sportliche Werdegang von Siegfried Werner nicht nachvollziehbar.